# Ruwen Ogien
Ruwen Ogien (ur. 24 grudnia w Hofgeismar, zm. 4 maja 2017 w Paryżu) – francuski filozof, specjalista od etyki i filozofii nauk społecznych, wieloletni pracownik Centre national de la recherche scientifique (do 2013 roku w laboratorium Centre de recherche Sens, Éthique, Société (CERSES)).  

## Życiorys
Ruwen Ogien pochodził z polskiej rodziny, jego pierwszym językiem był jidysz; przybył do Francji w 1949 roku, wkrótce po swych narodzinach. Jego brat, Albert Ogien, jest socjologiem zajmującym się etnometodologią. 
Jego dzieło wpisuje się w tradycję filozofii analitycznej. Pozycja filozoficzna, której bronił, to „minimalizm etyczny”, inspirowany m.in. poglądami J.S. Milla.